# Voda z Tetčic
Voda z Tetčic je zapsaný spolek (původně občanské sdružení), který je známý zejména svou účastí ve stavebních řízeních týkajících se dopravních staveb, v nichž poukazuje na chyby při přípravě a povolování staveb a několikrát tím dosáhl oddálení nebo zastavení výstavby. Spolek se tímto způsobem snažil zasahovat do výstavby dálnice na Vídeň, velkého městského okruhu v Brně i do dalších staveb i do modernizace železnice Brno – Jihlava, která zasahuje přímo Tetčice.  Spolek byl zapsán jako občanské sdružení s datem vzniku 19. března 2008 a dostal IČO 22678956, sídlo má v Tetčicích na adrese bydliště svého předsedy, jímž je bývalý místostarosta Tetčic Ing. Josef Dvořák. V roce 2012 byl Českou televizí uváděn jako předseda občanského sdružení s podobným názvem, Voda pro Tetčice, které se věnovalo problémům s čerpáním vody pro Tetčice z místních vrtů.

## Aktivity
V roce 2012 Česká televize zmínila „občanské sdružení Voda pro Tetčice v čele s Josefem Dvořákem“ v souvislosti se sporem o prameniště v Tetčicích, které slouží Rosicím i Tetčicím. V roce 1987 se zhroutily dva místní vrty poté, co z nich bylo čerpáno více než 15 litrů vody za sekundu. Následkem narušení geologického podloží začaly praskat domy v Tyršově ulici včetně sokolovny a hrozila i ztráta pramenů. Proto bylo množství čerpané vody omezeno. V roce 2012 však Rosice z důvodu nové výstavby usilovaly o zdvojnásobení čerpaného množství vody a zároveň vypustily ze svého územního plánu závazek zajistit pro novou výstavbu nový zdroj pitné vody z vírského vodovodu. Žalobu proti rosickému územnímu plánu podalo (ve shodě s tehdejší samosprávou) tetčické občanské sdružení vedené místostarostou Josefem Dvořákem. Nejvyšší správní soud však tomuto občanskému sdružení upřel legitimaci návrh podat a konstatoval, že soudu nepřísluší posuzovat využití vody, že soud může posoudit pouze právoplatnost zásobování vodou a že námitky sdružení jsou nepřezkoumatelné.
Podle článku z července 2018 byl spolek znám především letitým odporem proti elektrizaci tratě z Brna do Zastávky u Brna.
V polovině července 2018 spolek podáním žaloby proti čtvrtému, nejdůležitějšímu stavebnímu povolení stavby téměř dvoukilometrové části velkého městského okruhu na Žabovřeské zablokoval zahájení výstavby, které bylo plánováno na srpen. Všechny uváděné výtky směřovaly k formálnímu procesu stavebního řízení a podle náměstka primátora nijak neřeší stavbu jako takovou a nepřicházejí s faktickými podněty ke zlepšení stavby. Námitky se týkaly například procesního souladu projektové dokumentace ke stavebnímu povolení s územím rozhodnutím nebo platnosti a aktuálnosti podkladových rozhodnutí a závazných stanovisek státní správy, například Krajské hygienické stanice. Stavební povolení k stavbě Velkého městského okruhu v Žabovřeské ulici v Brně spolek v roce 2018 napadl v poslední možné chvíli, týden před plánovaným zahájením výstavby. Na 13 stránkách vyjmenoval nejrůznější formální chyby, předtím v průběhu stavebního řízení spolek žádné své námitky neuplatnil.
V červenci 2019 Nejvyšší správní soud v Brně zamítl žalobu (kasační stížnost) spolků Děti Země a Voda z Tetčic, které požadovaly zrušení výjimky vydané Ministerstvem životního prostředí pro stavbu dálnice D52. Mezitím probíhal na Krajském soudě v Brně spor na základě jiné žaloby spolku Voda z Tetčic, a to proti povolení výjimky ze zákona k zásahu do biotopů 29 vzácných druhů organismů. Krajský soud první žalobu spolku v únoru 2019 uznal, spolek pak podal další žalobu proti novému rozhodnutí ministerstva životního prostředí.
V červenci 2020 Krajský soud v Brně na základě žaloby Vody z Tetčic zrušil rozhodnutí ministerstva životního prostředí, které umožňovalo Ředitelství silnic a dálnic připravovat výstavbu dálnice D52 mezi Pohořelicemi a Ivaní.
V roce 2020 se spolek odvolal proti rozhodnutí jihomoravského krajského úřadu, že prodloužení tramvajové trati na sídliště Kamechy nevyžaduje posouzení vlivu na okolí (EIA). Ministerstvo v březnu 2022 odvolání zamítlo.
V červenci 2022 krajský soud v Ostravě zamítl společnou žalobu tří spolků (Voda z Tetčic, Krajina Dluhonice, Děti Země) proti platnosti územního rozhodnutí pro obchvat dálnice D1 kolem Přerova. Soud žalobu zamítl již podruhé, první zamítnutí zrušil po kasační stížnosti Nejvyšší správní soud, který vyhověl jednomu ze sedmi bodů stížnosti. V prosinci 2021 krajský soud v Ostravě označil námitky spolků „ryze účelové, vedené až úpornou snahou o zrušení napadeného rozhodnutí prostřednictvím námitek, jež žalobcům nepřísluší“. Námitky byly čistě procesní, spolky podle soudu nevymezily, čím byla jejich práva dotčena.
V srpnu 2022 spolek nebyl připuštěn do řízení o prodloužení stavebního povolení z roku 2020 k rozšíření dálnice D1 u Brna.
Podle článku na webu iROZHLAS zástupci spolku své postoje jinak veřejně nevyjadřují a s médii prakticky nekomunikují.

## Složení a představitelé
Kompletní složení spolku ani přesný počet členů nejsou veřejně známy, v zápise z jednání schůze spolku v roce 2020 byla čtyři jména s dodatkem, že jde o nadpoloviční většinu členů. Blesk.cz v červenci 2018 uvedl, že sdružení reprezentuje jediný člověk, důchodce a bývalý místostarosta Tetčic Josef Dvořák. Od září 2018 je Ing. Josef Dvořák uveden jako předseda ve spolkovém rejstříku.

## Hodnocení a souvislosti
Podle článku na webu iROZHLAS z roku 2020 se spolek Voda z Tetčic začíná pozvolna podobat brněnským Dětem Země, jejichž předseda Miroslav Patrik je pro podobnou činnost označován jako ekoterorista. Spolek je přirovnáván také ke Hnutí Duha. Předseda brněnského opozičního hnutí Brno+ Robert Kotzian v roce 2018 tvrdil, že podle jeho informací je spolek Voda z Tetčic propojen se spolkem Děti Země, který opakovaně vystupuje proti zájmům města Brna, zejména proti novému železničnímu uzlu. Kotzian za své hnutí vyjádřil domněnku, že blokování výstavby silničního okruhu je zákulisní odplatou za postup vedení města v otázce železničního uzlu Brno.
Bývalý starosta Tetčic Martin Ambros, který byl v květnu 2014 z funkce odvolán (což označil za účelové, zástupné, nezodpovědné a předem připravené spiknutí, které není ku prospěchu obce, a za akt, který byl v rozporu se zákonem), jednoho ze dvou navrhovatelů svého odvolání, Josefa Dvořáka, zmiňoval jako „zastupitele, který je plně odpovědný za negativní vnímání obce jak u občanů, tak bohužel i u okolních obcí či krajských orgánů“. Označil jej za hyperaktivního. Ve vztahu k jednáním se SŽDC o modernizaci železniční tratě část zastupitelů starostu nutila akceptovat názory Ing. Dvořáka jako jediného odborníka v zastupitelstvu a ti zastupitelé, kteří s tímto vlivem nesouhlasili, nikdy nedali svůj názor najevo jinde než po hospodách. Odvolaný starosta uvedl, že není chybou to, že v některých případech neposlechl Ing. Dvořáka, ale že ho poslechl příliš často a dal mu příliš volnou ruku. „Často nepochopitelné a hlavně nevysvětlitelné jednání“ Ing. Dvořáka jako zastupitele i jako předsedy o. s. Voda z Tetčic, který „zastupuje občany, neznámo jaké“, podle Ambrose zhoršilo už tak napjaté vztahy s obcí Rosice a negativně se přenáší i na obec Tetčice. Odvolaný starosta Ambros Ing. Dvořákovi vytýkal, že začal aktivně upozorňovat na chyby úřadu, ačkoliv podle odvolaného starosty ne vždy je možné striktně se držet zákona. Své značné znalosti zákonů a předpisů Dvořák podle Ambrose používá velice často proti zájmům občanů. Zároveň bývalý starosta uznal, že Dvořák jej naučil mnohé ze správních procesů, což ocenila i jedna z úřednic:“ Díky Ing. Dvořákovi jsme se naučili používat zákon”. Často byly Dvořákovy výhrady vůči některým úřadům a investorům oprávněné a měly podporu zastupitelů. Ambros se však nikdy neztotožnil s Dvořákovým radikálně negativním přístupem.
Na stejné adrese, kde sídlí spolek a má uvedeno bydliště jeho předseda, je uváděn i „Ing. Josef Dvořák - Atelier P.I.F“ poskytující služby: Projektová dokumentace staveb, technický dozor stavebníka a fotodokumentace průběhu stavby. Jako „fyzická osoba podnikající dle jiných zákonů než živnostenského a zákona o zemědělství“ v oboru „Ostatní inženýrské činnosti a související technické poradenství j. n.“ je registrován od 1. 4. 1991.
V diskusích na internetu je předseda sdružení Ing. Josef Dvořák různými diskutéry nazýván přezdívkou „Vodník z Tetčic“, což je narážka jak na název spolku a jeho skryté „záškodnické“ působení, ale též na shodu jména s hercem Josefem Dvořákem, který proslul hlavně rolemi vodníků a média ho nazývají nejslavnějším českým vodníkem či legendárním vodníkem.